# Teleskop Einsteina
Ten artykuł dotyczy przyszłego wydarzenia. Informacje w nim zawarte mogą się zmienić wraz z pojawieniem się nowych faktów, a początkowe doniesienia mogą być niepewne. Ostatnie aktualizacje tego artykułu mogą nie odzwierciedlać najbardziej aktualnych informacji.
Teleskop Einsteina – proponowany europejski podziemny detektor fal grawitacyjnych trzeciej generacji.
30 czerwca 2021 Teleskop Einsteina został wpisany na zaktualizowaną Europejską Mapę Drogową Infrastruktury Badawczej 2021. Początek budowy Teleskopu Einsteina jest planowany najwcześniej na 2028, a początek obserwacji na 2035. Planowany czas działania detektora to 50 lat. Lokalizacja budowy zostanie wybrana z pomiędzy trzech propozycji - kandydatami są euroregion Moza-Ren, Sardynia oraz Łużyce.
Teleskop Einsteina umożliwi obserwację zlewania się (koalescencji) czarnych dziur w obiekty o tzw. masie pośredniej. Pomoże też rzucić światło na zagadnienia ciemnej materii i ciemnej energii.
Teleskop Einsteina umożliwi wykrywanie fal grawitacyjnych pochodzących z odległych regionów Wszechświata, w tym o przesunięciach ku czerwieni o wartościach tak dużych jak 100. Umożliwi to zbadanie okresu w historii Wszechświata sprzed uformowania pierwszej generacji gwiazd.
Innym projektem naukowym podobnym do Teleskopu Einsteina jest planowane amerykańskie obserwatorium o nazwie Cosmic Explorer.
Teleskop Einsteina będzie miał kształt trójkąta równobocznego o boku długości 10 km. Teleskop będzie się składał z trzech detektorów, a każdy z nich będzie parą interferometrów. Jeden interferometr z każdej pary będzie odpowiadać za detekcję w niskich częstościach, a drugi - w wysokich. Interferometr dla niskich częstości będzie chłodzony do temperatury 10-20 K, podczas gdy ten dla wysokich częstości będzie pracował w temperaturze pokojowej. W detektorze będą panować warunki próżni. Teleskop Einsteina zastosuje techniki znane z detektorów Advanced LIGO oraz Virgo. Teleskop będzie przetwarzać dane w czasie rzeczywistym, aby detekcję fali grawitacyjnej wykrywać na bieżąco. Takie rozwiązanie umożliwi uprawianie astronomii wieloaspektowej, gdzie dany obiekt astronomiczny jest obserwowany przez narzędzia różnego rodzaju.
Alternatywną możliwą konfiguracją Teleskopu Einsteina jest ta stosowana w obecnych detektorach fal grawitacyjnych, tzn. w kształcie litery L.

## Przygotowania i wybór lokalizacji

### Euroregion Moza-Ren
W marcu 2024 rozpoczęły się odwierty geologiczne w Euroregionie Moza-Ren mające na celu pomoc w wyborze lokalizacji konstrukcji teleskopu. Przeprowadzane są badania geologiczne materiałów wydobytych z odwiertów w miejscowościach Hombourg i Aubel.
Uniwersytet Nauk Stosowanych w Zuyd we współpracy z instytucjami edukacyjnymi euroregionu Moza-Ren wystąpił z inicjatywą i otrzymał dofinansowanie na utworzenie Akademii Einsteina — ośrodka szkoleniowego dla przyszłych pracowników obsługi Teleskopu Einsteina.

### Sardynia
W miejscowości Sos Enattos na Sardynii rozpoczęto badania geologiczne z użyciem tomografii mionowej. W międzyczasie, korzystając z faktu permanentnego braku aktywności sejsmicznej w Sos Enattos, rozpoczęto eksperyment Archimedes, którego celem jest zbadanie pewnych wniosków wypływających z ogólnej teorii względności (oddziaływanie pomiędzy elektromagnetycznymi fluktuacjami próżni i polem grawitacyjnym a także oddziaływanie grawitacyjne energii próżni i energii cieplnej).

### Łużyce
Kandydatura Łużyc jest najświeższa — została ogłoszona w trakcie konferencji Einstein Telescope Annual Meeting, która odbyła się w Warszawie w dniach 12-15 listopada 2024. W Łużycach ma również powstać Niemieckie Centrum Astrofizyki, które mogłoby zapewnić wsparcie w zakresie badań nad falami grawitacyjnymi.

## The BlueBook
The BlueBook jest kluczowym dokumentem fazy przygotowawczej Teleskopu Einsteina. Opisuje cele naukowe tego przedsięwzięcia. Uwzględnia wpływ jaki w przyszłości będzie miało to podziemne obserwatorium na wiedzę z zakresu fizyki i astronomii. Ocenia możliwości wypływające ze stosowania obserwacji wieloaspektowych. Zawiera dyskusję dotyczącą analizy danych, jaka będzie przeprowadzana dla potrzeb obserwatoriów trzeciej generacji.

## Konferencje naukowe
| Nazwa                                 | Miejsce          | Data                  | Organizator                                         | Uwagi                                |
| ------------------------------------- | ---------------- | --------------------- | --------------------------------------------------- | ------------------------------------ |
| 1st Einstein Telescope Annual Meeting | Cascina, Włochy  | 2022, 15-17 listopada | Europejskie Obserwatorium Grawitacyjne              |                                      |
| 2nd Einstein Telescope Annual Meeting | Orsay, Francja   | 2023, 14-16 listopada | Uniwersytet Paryż-Saclay, IJCLab                    |                                      |
| 3rd Einstein Telescope Annual Meeting | Warszawa, Polska | 2024, 12-15 listopada | Uniwersytet Warszawski, Obserwatorium Astronomiczne | Ogłoszona została kandydatury Łużyc. |